# Repubblica Dominicana ai Giochi della XXIII Olimpiade
La Repubblica Dominicana partecipò ai Giochi della XXIII Olimpiade, svoltisi a Los Angeles, Stati Uniti, dal 28 luglio al 12 agosto 1984, con una delegazione di 19 atleti impegnati in sette discipline.